# مركز بازيلون لقانون الصحة العقلية
مركز بازيلون لقانون الصحة النفسية هو منظمة وطنية للدفاع القانوني تمثّل الأشخاص ذوي الإعاقات النفسية في الولايات المتحدة. كان يُعرف في الأصل باسم مشروع قانون الصحة النفسية، وقد تأسس المركز كمنظمة وطنية ذات مصلحة عامة في سنة 1972 من قبل مجموعة من المحامين المتخصصين ومهنيي الإعاقة النفسية، الذين كانوا يعملون على مساعدة المحاكم في تحديد حق دستوري في العلاج من خلال وضع معايير محددة للخدمات والحماية.
في سنة 1993، غيّرت المنظمة اسمها إلى مركز القاضي ديفيد إل. بازيلون لقانون الصحة النفسية، تكريمًا لإرث القاضي ديفيد إل. بازيلون، الذي كانت قراراته بصفته القاضي الرئيس لمحكمة الاستئناف الأمريكية لدائرة كولومبيا التمهيد الأول في مجال قانون الصحة النفسية.

## التقاضي
أسفر التقاضي الريادي الذي قام به المركز عن ترسيخ حقوق مدنية هامة للأشخاص الذين يعانون من أمراض نفسية أو إعاقات نمائية. وتشمل هذه الحقوق الحق في العلاج في قضية وايت ضد ستيكني (التي تم البت فيها سنة 1971 وتم إنهاؤها بنجاح سنة 1999)، وقرار المحكمة العليا الأمريكية في قضية أولمستيد ضد إل. سي. بالنيابة عن زيمرينغ سنة 1999، الذي أكّد حق الأشخاص ذوي الإعاقات في الحصول على الخدمات العامة في أكثر البيئات اندماجًا بما يتناسب مع احتياجاتهم.

## السياسات الفيدرالية
يشارك المركز أيضًا في الدفاع عن السياسات على المستوى الفيدرالي، من خلال العمل مع الكونغرس والوكالات الإدارية لضمان شمول الأشخاص ذوي الإعاقات النفسية تحت حماية قانون الأمريكيين ذوي الإعاقات، وتعديلات قانون الإسكان العادل الفيدرالي. كما يعمل على توفير موارد مثل دخل الضمان التكميلي وبرنامج ميديكيد، التي تمكّن الأشخاص من العيش والازدهار داخل المجتمع. وفي سنة 2009، كان التركيز الأساسي للمركز هو دمج الصحة النفسية في إصلاح نظام الرعاية الصحية.

## المنشورات
تشمل منشورات مركز بازيلون تقارير، وأوراق قضايا، وتحليلات للقوانين واللوائح والسياسات، وأدلة للمرافعة، وأدلة مبسّطة لحقوق الأفراد القانونية. وهذه المنشورات متوفرة للتحميل المجاني من موقع المركز على الإنترنت، أو يمكن طلب نسخ مطبوعة عبر البريد العادي، أو الهاتف، أو البريد الإلكتروني.

## التمويل
في السنة المالية 2015، جاء معظم دخل مركز بازيلون من التبرعات والهدايا والمنح. ومن بين المنظمات البارزة التي قدمت دعمًا ماليًا للمركز: مؤسسات المجتمع المفتوح ومؤسسة ماك آرثر. ومنذ سنة 1978، منحت مؤسسة ماك آرثر عدة منح لمركز بازيلون بلغ مجموعها 14,035,000 دولارًا حتى سنة 2016.

## روابط خارجية
- الموقع الرسمي
- "Bazelon Center for Mental Health Law". OpenSecrets. مؤرشف من الأصل في 2017-05-10.
- National Resource Center on Psychiatric Advance Directives created through a collaboration between the Bazelon Center and Duke University.